# Audrey Kobayashi
Audrey Lynn Kobayashi est une géographe canadienne, née en 1951 en Colombie-Britannique. Professeure et autrice, elle s'est spécialisée en géographie, géopolitique et en études raciales et de genre. 
Elle a été vice-présidente de l'Association canadienne des géographes de 1999 à 2000 puis présidente de 2000 à 2002. Kobayashi a également été vice-présidente de l'American Association of Geographers en 2010 et présidente en 2011.
Kobayashi est actuellement professeure au Département de Géographie de l'Université Queen's où elle est titulaire d'une Queen's Research Chaire.

## Formation
Kobayashi obtient son baccalauréat en géographie à l'Université de la Colombie-Britannique en 1976. Deux ans plus tard, elle y obtient sa maîtrise ès lettres.
En 1983, après avoir été assistante de recherche au Département de géographie de l'Université de Kyoto, elle obtient son doctorat en géographie à l'Université de Californie à Los Angeles.

## Travaux
Ses recherches portent sur l'aspect géographique des identités (classe, genre, personnes racisées...), leur construction, leur visibilité et leur évolution dans l'espace public et privé.
De 2002 à 2010, Kobayashi édite la section "People, Place, and Region" des Annals of the American Association of Geographers, une collection bimensuelle de revues de l'association.
En 2012, elle écrit Neoclassical urban theory and the study of racism in geography, publié dans Urban Geography en 2014.
En 2014, Kobayashi co-écrit Colonizing Colonized: Sartre and Fanon avec Mark Boyle qui développe les idées géographiques de Jean-Paul Sartre.
De 2013 à 2016, Kobayashi est rédactrice en chef de la section de géographie humaine de The International Encyclopedia of Human Geography,.
Elle co-écrit deux livres majeurs en 2017. Le premier est The Equity Myth: Racialization and Indigeneity at Canadian Universities (le mythe de l'équité: racialisation et indigénité dans les universités canadiennes) avec Carl James, Dua Enakshi, Frances Henry, Howard Ramos, Malinda Sharon Smith et Peter Li. Le second est Continuity and Innovation: Canadian Families in the New Millennium (Continuité et innovation: les familles canadiennes dans le nouveau millénaire) avec Amber Gazso.

## Récompenses
En 1995, Koyabashi remporte le prix national du mérite de l'Association nationale des Canadiens d'origine japonaise.
En 1997, elle remporte le prix WJ Barnes pour l'excellence de l'enseignement pour la société de premier cycle en arts et sciences de l'Université Queen's.
Elle a gagné de nombreux prix de l'Association américaine des géographes, y compris le James Blaut Award en 2008, le Lifetime Achievement Award en 2009 et le Presidential Award en 2016.
En septembre 2011, Kobayashi est intronisée à la Société royale du Canada.

## Principales publications
(en) Audrey Kobayashi, « Coloring the Field: Gender, “Race,” and the Politics of Fieldwork », The Professional Geographer,‎ février 1994, p. 73-80 (DOI 10.1111/j.0033-0124.1994.00073.x)
(en) Audrey Kobayashi et Linda Peake, « Racism out of Place: Thoughts on Whiteness and an Antiracist Geography in the New Millennium », Annals of the Association of American Geographers,‎ 2000 (DOI 10.1111/0004-5608.00202)
(en) Audrey Kobayashi et Linda Peake, « Unnatural discourse. ‘Race’ and gender in geography », Gender, Place & Culture,‎ 1994, p. 225-243 (DOI 10.1080/09663699408721211)
(en) David Ley et Audrey Kobayashi, « Back to Hong Kong: return migration or transnational sojourn? », Global networks,‎ 29 mars 2005 (DOI 10.1111/j.1471-0374.2005.00110.x)
(en) Philomena Essed, David Theo Goldberg et Audrey Kobayashi, A Companion to Gender Studies, Wiley-Blackwell, 2009, 561 p. (ISBN 978-1-4051-8808-1, lire en ligne)